# Marco Dorza
Louis Marco Dorza (ur. 8 października 1988 w Quatre Bornes) – maurytyjski piłkarz grający na pozycji środkowego obrońcy. Od 2022 jest piłkarzem klubu Chebel Citizens SC.

## Kariera klubowa
Swoją karierę piłkarską Dorza rozpoczął w klubie AS de Vacoas-Phoenix. W sezonie 2008/2009 zadebiutował w jego barwach w pierwszej lidze maurytyjskiej. Grał w nim do 2012 roku. Dwukrotnie został z nim wicemistrzem kraju w sezonach 2008/2009 i 2011 oraz zdobył Puchar Mauritiusa w 2010 roku. W latach 2012–2017 grał w AS Port-Louis 2000. W sezonach 2012/2013 i 2014/2015 wywalczył wicemistrzostwo, a w sezonie 2015/2016 - mistrzostwo Mauritiusa. W sezonie 2017/2018 grał w AS Quatre-Bornes, a w latach 2018-2021 - w Cercle de Joachim SC. Na początku 2022 przeszedł do Chebel Citizens SC.

## Kariera reprezentacyjna
W reprezentacji Mauritiusa Dorza zadebiutował 19 maja 2015 roku w przegranym 0:2 meczu COSAFA CUP 2015 z Namibią.